# Mulinum crassifolium
Mulinum crassifolium là một loài thực vật có hoa trong họ Hoa tán. Loài này được Phil. mô tả khoa học đầu tiên.